# Stanley (Falklandeilanden)
Stanley (vroeger Port Stanley genoemd) is de enige stad en tevens de hoofdstad van de Falklandeilanden. Stanley bevindt zich op Oost-Falkland. De havenstad heeft ruim 2.460 inwoners (2016).
Stanley is vernoemd naar Lord Stanley, de Britse minister van Koloniën van 1841 tot 1845, die opdracht gaf tot het bouwen van deze nederzetting. 
In Port Stanley zijn diverse bezienswaardigheden zoals de van donkere bakstenen gemaakte Christ Church Cathedral met haar kleurrijke, verroeste metalen dak en glas-in-loodramen, een boog van walvisbeenderen op het grasveld naast de kerk, het Government House en het Falkland Museum. Verder zijn er een postkantoor, een bank, een ziekenhuis, een aantal reisbureaus, diverse winkeltjes, hotelletjes en restaurants en zelfs een 9-holes golfbaan.

## Falklandoorlog
Tijdens de Falklandoorlog in 1982 bezetten de Argentijnen tien weken lang de plaats, en hernoemden haar in Puerto Argentino, de Argentijnse naam voor de plaats. De naam Stanley werd na de oorlog in ere hersteld.

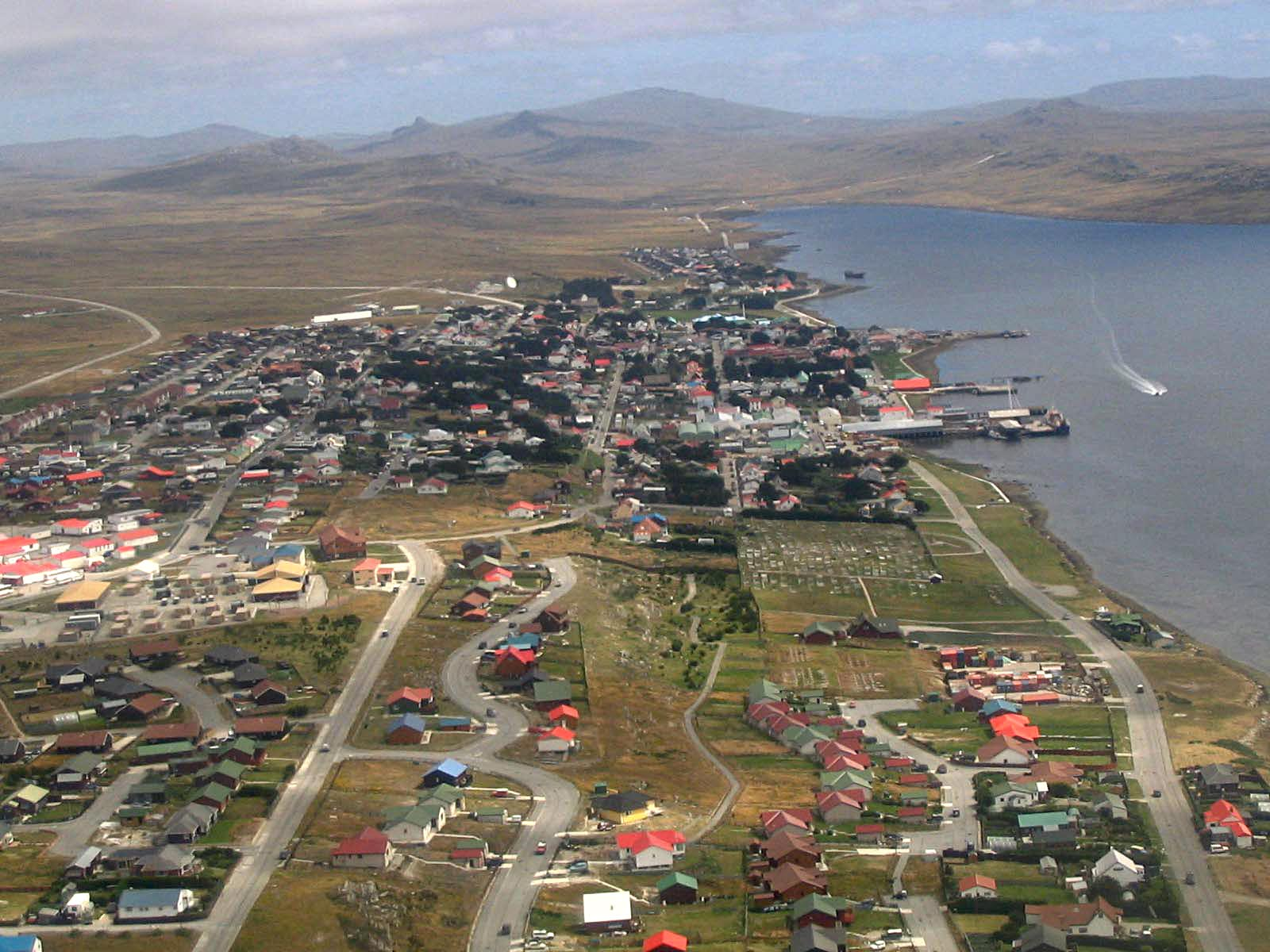
Stanley vanuit de lucht
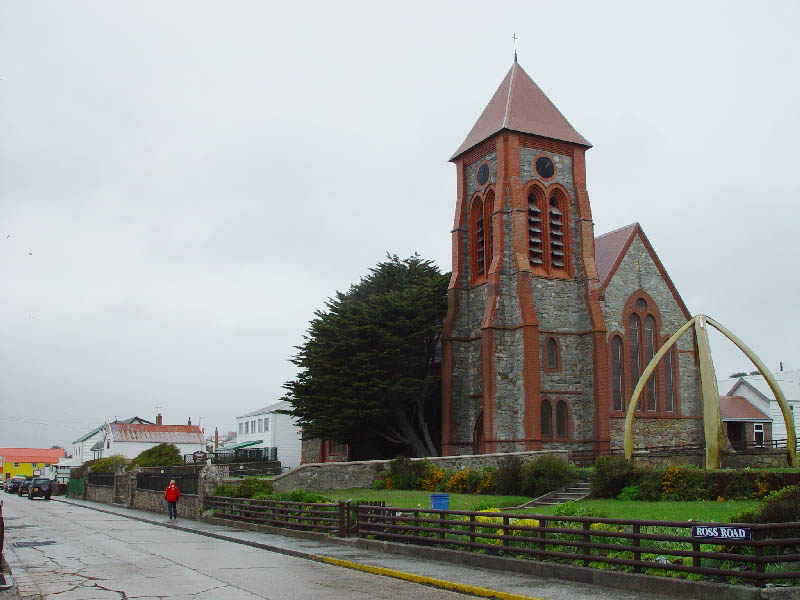
Kathedraal van Stanley
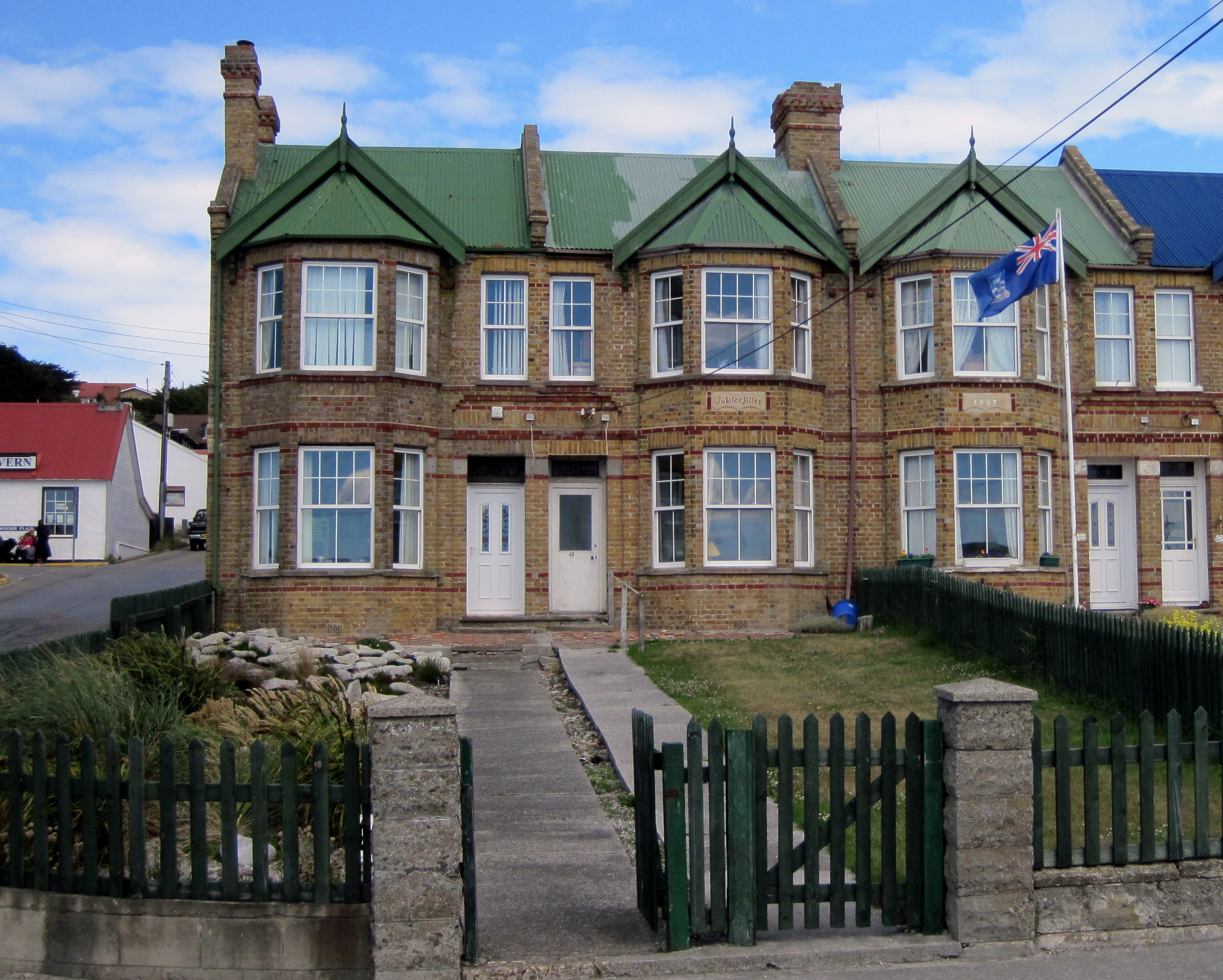
Victoriaanse huizen, gebouwd in 1887
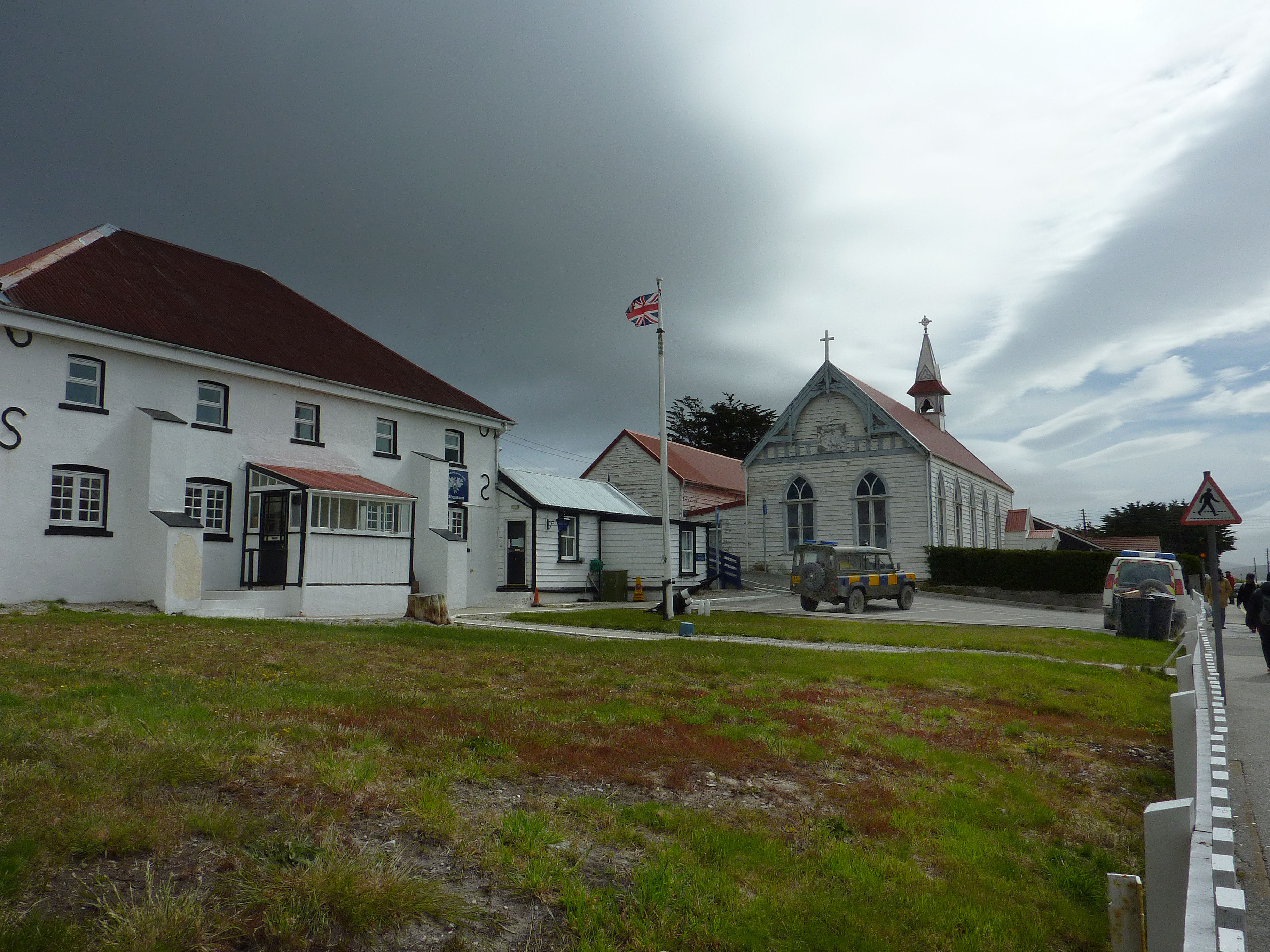
Politiebureau